# Voßkuhle (Wipperfürth)
Voßkuhle ist eine Hofschaft von Wipperfürth im Oberbergischen Kreis im Regierungsbezirk Köln in Nordrhein-Westfalen (Deutschland).

## Lage und Beschreibung
Die Hofschaft liegt im Nordosten von Wipperfürth im Tal der Hönnige. Nachbarorte sind Berghof, Hasselbick, Hambüchen, Harhausen und der Wipperfürther Stadtteil Leiersmühle. Im Norden fließt der in die Hönnige mündende Voßkuhler Siepen vorbei.
Politisch wird der Ort durch den Direktkandidaten des Wahlbezirks 03 (030) nordöstliches Stadtgebiet im Rat der Stadt Wipperfürth vertreten.

## Geschichte
1327 wurde der Ort erstmals unter der Bezeichnung „Volsculen“ in einer Anweisung von Papst Johannes XXII. an Erzbischof Heinrich von Virneburg genannt. Der Kleriker „Dietrich von Volsculen“ erhält demnach die Pfarrkirche zu Wülfrath übertragen.
Auf der Karte Topographia Ducatus Montani aus dem Jahre 1715 besteht „Voskuhl“ aus einem Hof. Die Karte Topographische Aufnahme der Rheinlande von 1825 zeigt unter gleicher Ortsbezeichnung auf umgrenztem Hofraum zwei getrennt voneinander liegende Gebäudegrundrisse. Ab der topografischen Karte von 1894 bis 1896 wird die Hofschaft mit Vosskuhle benannt.
Im Süden der Hofschaft zeigt die Preußische Uraufnahme von 1840 bis 1844 eine Mühle am Bach Hönnige. Laut Heribert Nicke war diese Mühle der „Voßkuhler Hammer“. Dieser Reckhammer wurde 1870 wieder aufgegeben.
Von 1910 bis 1960 führte die Bahnstrecke Anschlag–Wipperfürth südlich der Hofschaft vorbei. Diese Bahnlinie zweigte im Bahnhof Wipperfürth von der Wippertalbahn ab und schloss bei Anschlag an die Wuppertalbahn an.

## Busverbindungen
Über die im Nachbarort Harhausen gelegene Bushaltestelle der Linie 338 und die in Leiersmühle gelegene Haltestelle der Linie 336 (VRS/OVAG) ist eine Anbindung an den öffentlichen Personennahverkehr gegeben.

## Wanderwege
Durch die Hofschaft führen die vom SGV ausgeschilderten Wanderwege ◇6: Wupperweg, X28: Graf-Engelbert-Weg, der mit dem Symbol Halbes Mühlrad: Straße der Arbeit bezeichnete Weg und ein Zugangsweg zum Weg Rund um Wipperfürth an der Ortschaft vorbei.